# Bragayrac
Bragayrac är en kommun i departementet Haute-Garonne i regionen Occitanien i södra Frankrike. Kommunen ligger i kantonen Saint-Lys som tillhör arrondissementet Muret. År 2022 hade Bragayrac 315 invånare.

## Befolkningsutveckling
Antalet invånare i kommunen Bragayrac
Referens:INSEE